# Championnat de Pologne de football 1981-1982
Navigation
Édition précédente Édition suivante
La saison 1981-1982 du championnat de Pologne est la cinquante-quatrième saison de l'histoire de la compétition. Cette édition a été remportée par le Widzew Łódź pour la deuxième fois consécutive, devant le Śląsk Wrocław.

## Les clubs participants
| Club               | Ville     |
| ------------------ | --------- |
| Arka Gdynia        | Gdynia    |
| Bałtyk Gdynia      | Gdynia    |
| Gornik Zabrze      | Zabrze    |
| Gwardia Varsovie   | Varsovie  |
| Lech Poznań        | Poznań    |
| Legia Varsovie     | Varsovie  |
| LKS Łódź           | Lódź      |
| Motor Lublin       | Lublin    |
| Pogoń Szczecin     | Szczecin  |
| Ruch Chorzów       | Chorzów   |
| Sląsk Wrocław      | Wrocław   |
| Stal Mielec        | Mielec    |
| Szombierki Bytom   | Bytom     |
| Widzew Łódź        | Lódź      |
| Wisła Cracovie     | Cracovie  |
| Zagłębie Sosnowiec | Sosnowiec |

## Compétition

### Classement
| Rang | Équipe               | Pts | J  | G  | N  | P  | Bp | Bc | Diff |
| ---- | -------------------- | --- | -- | -- | -- | -- | -- | -- | ---- |
| 1    | Widzew Łódź (T)      | 39  | 30 | 14 | 11 | 5  | 45 | 31 | +14  |
| 2    | Śląsk Wrocław        | 39  | 30 | 16 | 7  | 7  | 40 | 22 | +18  |
| 3    | Stal Mielec          | 35  | 30 | 11 | 13 | 6  | 33 | 26 | +7   |
| 4    | Legia Varsovie       | 35  | 30 | 11 | 13 | 6  | 39 | 29 | +10  |
| 5    | Górnik Zabrze        | 33  | 30 | 13 | 7  | 10 | 35 | 27 | +8   |
| 6    | Pogoń Szczecin (P)   | 33  | 30 | 13 | 7  | 10 | 44 | 43 | +1   |
| 7    | Gwardia Varsovie (P) | 32  | 30 | 12 | 8  | 10 | 36 | 34 | +2   |
| 8    | Wisła Cracovie       | 29  | 30 | 9  | 11 | 10 | 41 | 32 | +9   |
| 9    | Zagłębie Sosnowiec   | 29  | 30 | 8  | 13 | 9  | 24 | 30 | -6   |
| 10   | Szombierki Bytom     | 28  | 30 | 10 | 8  | 12 | 38 | 30 | +8   |
| 11   | Lech Poznań (C)      | 28  | 30 | 11 | 6  | 13 | 25 | 25 | 0    |
| 12   | ŁKS Łódź             | 28  | 30 | 12 | 4  | 14 | 30 | 39 | -9   |
| 13   | Bałtyk Gdynia        | 26  | 30 | 9  | 8  | 13 | 24 | 36 | -12  |
| 14   | Ruch Chorzów         | 25  | 30 | 9  | 7  | 14 | 29 | 35 | -6   |
| 15   | Arka Gdynia          | 22  | 30 | 7  | 8  | 15 | 16 | 37 | -21  |
| 16   | Motor Lublin         | 19  | 30 | 6  | 7  | 17 | 34 | 57 | -23  |

| Légende | Légende                                                                                      |
| ------- | -------------------------------------------------------------------------------------------- |
|         | Coupe des clubs champions européens 1982-1983 (1er tour)                                     |
|         | Coupe d'Europe des vainqueurs de coupe 1982-1983 (1er tour)                                  |
|         | Coupe UEFA 1982-1983 (1er tour)                                                              |
|         | Relégué en II Liga                                                                           |
|         | (T) : Tenant du titre 1980-1981 (C) : Vainqueur de la Coupe de Pologne 1981-1982 (P) : Promu |

## Bilan de la saison
| Tableau d'Honneur |             |
| Compétition       | Vainqueur   |
| I Liga            | Widzew Łódź |
| Coupe de Pologne  | Lech Poznań |

| Promotions et relégations |                          |
| Relégués en II Liga       | Arka Gdynia Motor Lublin |
| Promus de II Liga         | GKS Katowice KS Cracovia |

| Qualifications européennes 1982-1983   |                           |
| Coupe des clubs champions européens    | Qualifié                  |
| 1er tour                               | Widzew Łódź               |
| Coupe d'Europe des vainqueurs de coupe | Qualifié                  |
| 1er tour                               | Lech Poznań               |
| Coupe UEFA                             | Qualifiés                 |
| 1er tour                               | Śląsk Wrocław Stal Mielec |

## Meilleurs buteurs
| # | Joueur                 | Équipe           | Buts |
| - | ---------------------- | ---------------- | ---- |
| 1 | Grzegorz Kapica        | Szombierki Bytom | 15   |
| 2 | Andrzej Iwan           | Wisła Cracovie   | 14   |
| 3 | Krzysztof Baran        | Gwardia Varsovie | 11   |
|   | Tadeusz Pawłowski (pl) | Śląsk Wrocław    | 11   |
|   | Zbigniew Stelmasiak    | Pogoń Szczecin   | 11   |